# John Paul Jones’ Cottage

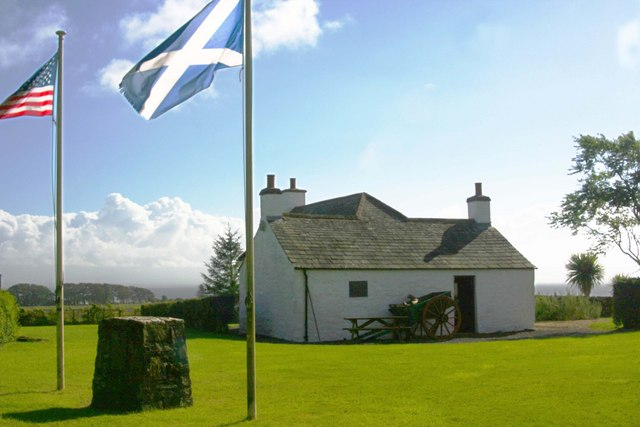
John Paul Jones’ Cottage

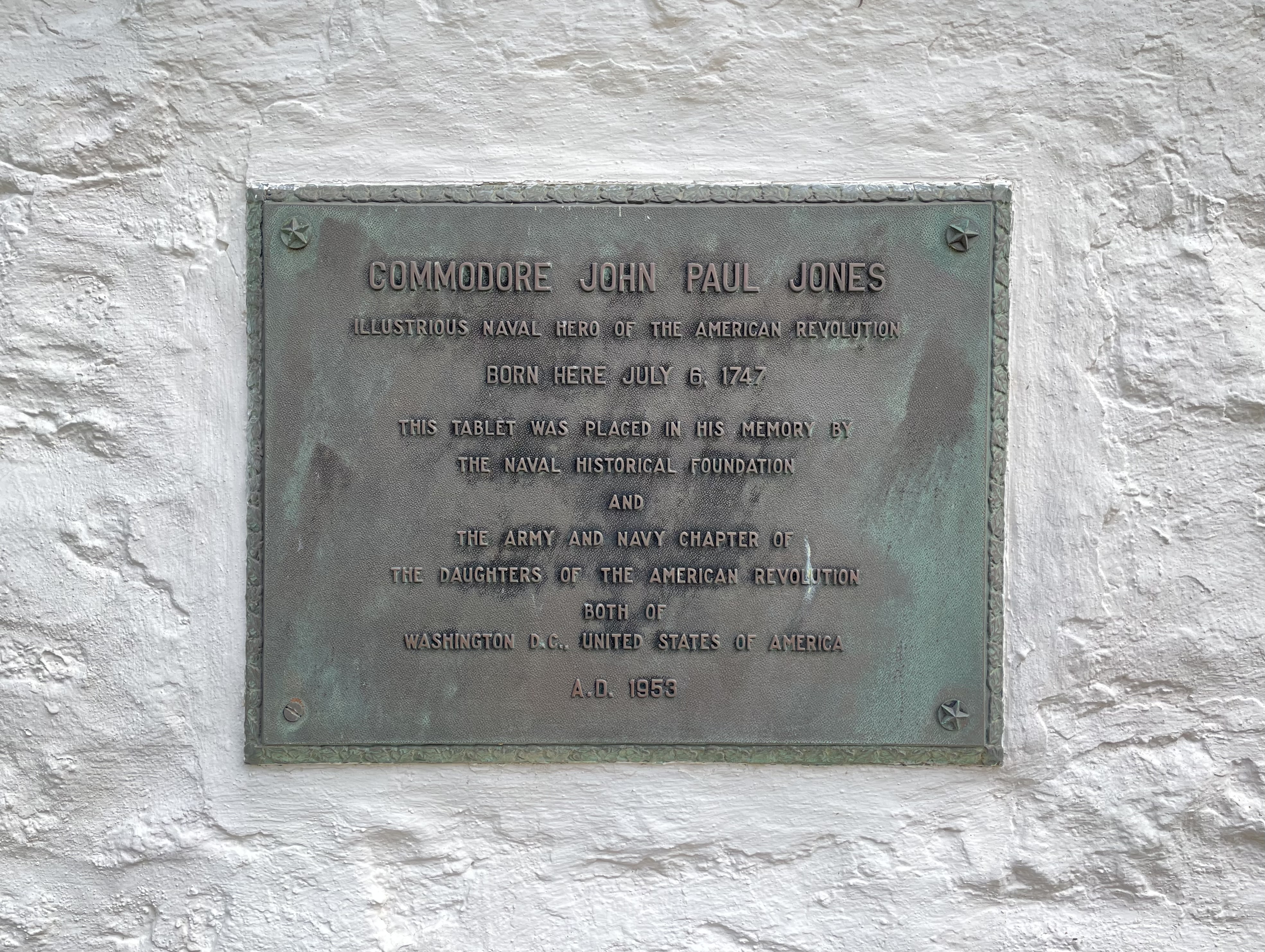
Bronzeplakette

John Paul Jones’ Cottage ist ein Wohngebäude nahe der schottischen Ortschaft Southerness in der Council Area Dumfries and Galloway. 1971 wurde das Bauwerk in die schottischen Denkmallisten in der höchsten Denkmalkategorie A aufgenommen.

## Geschichte
John Paul Jones’ Cottage befindet sich auf den Ländereien des Herrenhauses Arbigland House. Dort befand sich ein bis um 1500 genutztes Fort, das zuletzt als McCulloch’s Castle bekannt war. Von den Murrays ging Arbigland an die Earls of Annandale und fiel schließlich den Earls of Southesk zu. 1678 erwarb die Familie Craik Arbigland. Sie ließen verschiedene Außengebäude errichten, darunter John Paul Jones’ Cottage. Bei diesem handelte es sich ursprünglich um ein Gärtnerhaus, in dem John Paul Jones, der Gärtnerssohn, aufwuchs. Nach seiner Auswanderung wurde er ein erfolgreicher Seefahrer und gilt als Gründer der US Navy. In dem Gebäude ist heute ein Museum eingerichtet.

## Beschreibung
Das Gebäude liegt rund drei Kilometer nordöstlich von Southerness nahe der Einmündung des Nith am Nordufer des Solway Firth. Es stammt aus dem frühen bis mittleren 18. Jahrhundert und entstand somit um die Bauzeit von Arbigland House. Das einstöckige Gebäude befindet sich nach mehreren Umbauten nicht mehr im Ursprungszustand. Es weist nun grob einen T-förmigen Grundriss auf, von dem sich das Bruchsteinmauerwerk erhebt.
Ursprünglich handelte es sich um ein längliches Gebäude mit abschließendem, schiefergedeckten Satteldach. An der Südseite sind beiderseits des abgehenden Flügels zwei einzelne Fenster eingelassen. Es wurde eine Küche angebaut, die über einen Eingang im Gebäudeinnenwinkel zugänglich ist. In die mit Ausnahme einer Tür schmucklosen Nordseite ist eine bronzene Gedenkplakette eingelassen. Der höhere Südflügel wurde um 1860 angebaut und 2003 erweitert. Die Fenster sind asymmetrisch angeordnet und von Sandsteinfaschen eingefasst. Hinter dem Haus befindet sich eine gusseiserne Pumpe.